# МЦВ-50
МЦВ-50 — малокалиберная произвольная винтовка под патрон кольцевого воспламенения калибра 5,6 мм. Конструктивно основана на узлах трехлинейной винтовки Мосина и идентична спортивной винтовке ЦВ-50 калибра 7,62. Разработана Е. Ф. Драгуновым и И. А. Самойловым на Ижевском машиностроительном заводе. Является самой первой ижевской разработкой в классе малокалиберных произвольных винтовок. Выпускалась с 1950 по 1957 год.